# Ochetarcha circensis
Ochetarcha circensis är en fjärilsart som beskrevs av Edward Meyrick 1928. Ochetarcha circensis ingår i släktet Ochetarcha och familjen vecklare. Inga underarter finns listade i Catalogue of Life.